# T씨의 이야기를 믿지 마
〈T씨의 이야기를 믿지 마〉(일본어: T氏の話を信じるな)는 일본의 보컬로이드 프로듀서(보카로P)인 피노키오피가 작사, 작곡한 노래이다. 2025년 6월 27일에 유튜브와 니코니코 동화를 통해 공개되었고, 다음 날인 6월 28일에 발매되었다. 보컬 음성은 보컬로이드인 하츠네 미쿠와 신디사이저V인 카사네 테토의 보컬을 사용하였다. T씨의 이야기를 믿지 마의 뮤직 비디오는 투고 1주 만에 니코니코 동화에서 10만 재생수를 달성하여 니코니코 동화의 VOCALOID 전당입성을 달성하였고, 투고 18일 만에 유튜브에서 500만 회의 조회수를 기록하였다. 또한, 빌보드 재팬 니코니코 보컬로이드 송 톱 20에서 3주 연속 1위를 차지하기도 하였다.

## 반응
유튜브에 업로드된 뮤직 비디오는 2025년 7월 1일에 100만 회의 조회수를 기록하였고, 니코니코 동화에 업로드된 뮤직 비디오는 7월 4일에 10만 재생수를 기록하였다. 또한, 7월 15일에는 유튜브에서 500만 회의 조회수를 기록하였다. 피노키오피는 유튜브 뮤직 비디오에서 100만 회의 조회수를 달성하자 유튜브와 인스타그램, 페이스북 등 SNS에 조회수 100만 회 달성 기념 일러스트를 게시하였고, 500만 회의 조회수를 달성하자 조회수 500만 회 달성 기념 일러스트를 게시하여 감사의 뜻을 표하였다.

## 차트 기록

### 주간 차트
| 차트                                       | 최고 순위 |
| ------------------------------------------ | --------- |
| 니코니코 보컬로이드 송 톱 20 (빌보드 재팬) | 1         |

## 발매
| 지역    | 날짜            | 형식                   |
| ------- | --------------- | ---------------------- |
| 전 세계 | 2025년 6월 28일 | 음악 다운로드 스트리밍 |